# Антонио II да Монтефельтро
Антонио II да Монтефельтро (итал. Antonio II da Montefeltro; 1348 — 1404) — итальянский кондотьер, граф Урбино и сеньор Кальи с 1375 года, сеньор Губбио с 1384 года. Сын Федерико II да Монтефельтро (ум. 1370), внук Нольфо да Монтефельтро.

## Биография
Несколько лет жил во Флоренции в качестве политического изгнанника, когда власть в Урбино захватили представители рода Малатеста, правившие от имени папы (Пандольфо II Малатеста, папский губернатор Урбино с 1370 года, и сменивший его в 1373 году Галеотто Малатеста).
В декабре 1375 года, воспользовавшись отъездом папского легата Анжелико Гримоарда и начавшимися в Папском государстве беспорядками, во главе вооружённого отряда (часть которого составляли флорентийцы) вступил в город и объявил себя его наследственным правителем.
Был союзником Флоренции и миланских Висконти. Отнял у епископа Габриэлло Габриэлли (Gabriello Gabrielli) город Губбио и получил на него титул папского викария у Бенедикта IX. Также получил от папы замки Коринальдо и Мондольфо, которыми до этого управлял Галеоццо Малатеста.
В 1391 году в войне с Малатеста завоевал Сассоферато и Кантьяно.

## Семья
Жена — Аньезина, происхождение не выяснено (по некоторым данным — Agnesina di Vico, ум. 16 мая 1416). Сын:
- Гвидантонио (ум. 1443), граф Урбино.

Согласно некоторым генеалогиям их детьми были также:
- Джентила
- Батиста, с 1405 жена Галеаццо Малатеста.